# Vectaerovenator inopinatus
Vectaerovenator inopinatus (que significa "cazador lleno de aire de la Isla de Wight" debido a la pneumaticidad de las vértebras) es la única especie conocida del género Vectaerovenator de dinosaurio terópodo tetanuro que vivió a principios del período Cretácico, hace aproximadamente 115 millones de años, durante el Aptiano, en lo que hoy es Europa.

## Descripción

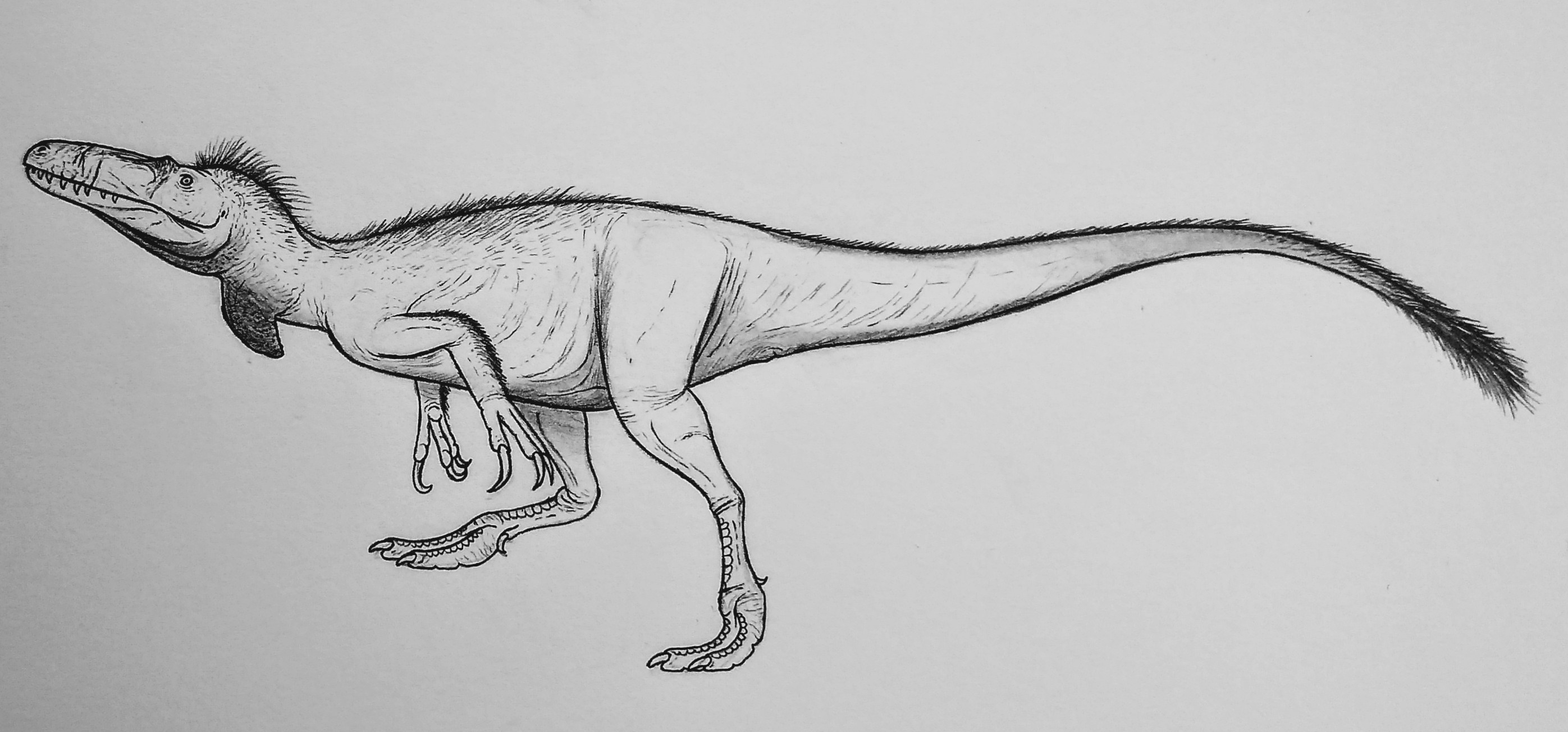
Reconstrucción especulativa como un megarraptórido basal

Cuando Chris Barker y sus colegas lo describieron en 2020, se planteó la hipótesis de que se habría estimado que el holotipo de Vectaerovenator medía alrededor de 4 metros de largo según las vértebras y el tamaño que potencialmente variaría de individuo a individuo. Sin embargo, los autores también notaron que debido a las suturas en el material recuperado, Vectaerovenator no estaba en su tamaño completo y sería un poco más grande de lo estimado cuando estaba completamente desarrollado. Con base en la forma general de las cuatro vértebras recuperadas, se determinó que al menos una de las vértebras pertenecía al cuello, dos a la parte superior de la espalda y una vértebra a la cola.

## Descubrimiento e investigación
Fue descubierto en 2019 en la parte inferior del grupo Greensand de la Ferruginous Sands, Isla de Wight, Inglaterra. Su holotipo, consta de los especímenes IWCMS 2020.400, IWCMS 2020.407 y IWCMS 2019.84, incluidas dos vértebras dorsales anteriores, una vértebra cervical y una vértebra caudal medio que datan del Aptiense superior. Fue nombrado por Barker et al., 2020.
En 2019, Robin Ward, un cazador de fósiles habitual, encontró material perteneciente a Vectaerovenator durante una visita a su familia. Otra persona, James Lockyer también encontró material al igual que Paul Farrell, acumulando hasta las 4 vértebras recuperadas. Luego, los huesos fueron analizados por Chris Barker, quien dirigió el estudio con sus colegas. Se determinó que era una nueva especie y se le dio el nombre de Vectaerovenator inopinatus, que significa cazador lleno de aire, debido a la cantidad de espacios de aire encontrados en las vértebras recuperadas. Más material potencial ha aparecido desde su descubrimiento original perteneciente a colecciones privadas. Estos podrían eventualmente encontrar su camino a un museo, donde pueden ser analizados. Además, se determinó que el material encontrado pertenecía a un individuo debido a su ubicación general, tanto en el tiempo como en el espacio, y la similitud común entre las cuatro vértebras, teniendo en cuenta la textura y el tamaño total.

## Clasificación
El análisis anatómico comparativo muestra que este taxón comparte características homoplásticas con los megalosauroides, carcarodontosáuridos y algunos celurosaurios, pero no se puede colocar de manera confiable más allá de Tetanurae incertae sedis, aunque tiene suficientes autapomorfías como para ser considerado un género válido. Se le estima 4 metros de longitud cuando estaba completamente desarrollado.
Como el material recuperado es muy fragmentario, no está muy claro dónde se encuentra este animal en términos de su taxonomía. Cuando se examinó, primero se pensó que era un megaraptorano , pero los autores finalmente lo recuperaron como un posible tiranosauroide basal, aunque esto también se hizo con cierto nivel de incertidumbre, ya que fácilmente podría pertenecer a las superfamilias Allosauroidea o Megalosauroidea. Es, con la excepción de unos pocos dientes no diagnosticados, el taxón de terópodos más joven que se ha descubierto en el Mesozoico británico hasta el momento.